# Walesi ábécé
A walesi ábécé 28 latin betűből áll, a walesi nyelv írására használják.
Az angol nyelv hatására a J betű egyre elterjedtebb, bár a puristák továbbra is a tsi vagy si betűkapcsolatot használják helyette: Japan – Tsiapan/Siapan. 
A betűk nevei: â, bî, èc, èch, dî, èdd, ê, èf, èff, èg, èng, aets/hâ, î, èl, èll, èm, èn, ô, pî, ffî/yff, èr, rhî/rhô, ès, tî, èth, û, ŵ, ŷ.

## Történelem
A legkorábbi latin betűs walesi szövegemlék a VI. századra tehető. Az akkori ortográgia eltérő volt a maitól, mivel a p, t, c, b, d betűk a /b, d, g, v, ð/ fonémákat jelölték. A XII.–XIV. század idején változott az ortográfia, a b, d, g betűk már a /b, d, g/ hangokat jelölték, viszont nem volt egységes a /v/ jelölése, melyet az u, v, f, w valamelyikével jelölték. Ezzel szemben a /θ/ fonémának nem volt önálló jele, azt a /t/-hez hasonlóan a t betű jelölte. Ebben az időben igen gyakori volt a k betű használata, főként magas magánhangzók előtt jelölte a /k/ hangot. A későbbiek folyamán a k-t teljesen kiszorította a c használata.
A walesi írást először 1928-ban Sir John Morris-Jones vezette bizottság egységesítette. Ezen 1987-ben kisebb változtatásokat hajtottak végre, de lényegében napjainkban is ezt az egységes írásmódot használják.

## Ékezetek
A magánhangzókon (a, e, i, o, u, y, w) néha találkozhatunk ékezetekkel is, melyek jelentése:
- ^ (circumflex) – megnyújtja az egyébként rövid magánhangzó hosszát
- ´ (acute) – a hangsúly helyét jelöli
- ` (grave) – az egyébként hosszú magánhangzó hosszát lerövidíti
- ¨ (tréma) – szétválasztja a kettőshangzókat két teljes hanggá

A magánhangzók feletti ékezet nem befolyásolja a sorbarendezést.

## Digráfok
A ch, dd, ff, ng, ll, ph, rh, th betűket digráfoknak hívjuk, és nem választjuk el őket. Sorba rendezés szempontjából különálló betűként kell kezelni őket, tehát pl a ll mindig a ly után található.

## Érdekességek
A walesi keresztrejtvényekben a digráfok egy négyzetbe kerülnek, így például a Llanfairpwllgwyngyllgogerychwyrndrobwllllantysiliogogogoch településnév walesiül 51 betűből áll, míg magyarul 58-nak számolnánk…
Figyelemre méltó, hogy a rendezés szempontjából az ng kapcsolat kétféleképpen rendeződik:
- ha egy hangnak ejtjük, akkor a g betű után áll,
- ha különálló hangokkal ([ŋ] + [g]) ejtjük, azaz külön szótagban találhatóak, akkor az nh előtt található.

## Külső hivatkozások
- Omniglot.com